# Мильки (Гродненская область)
Мильки — деревня в Белоруссии в настоящее время в составе Юратишковского сельсовета Ивьевского района Гродненской области.

## История
В середине XIX в. в Трабской волости Ошмянского уезда Виленской губернии. В 1861 г. 49 ревизских душ, 2 жителя относились к свободным (вольным) крестьянам, государственная собственность. В 1897 г. 24 двора, 170 жителей, действовал хлебозапасный магазин. В 1909 г. 20 дворов, 165 жителей, которые имели 98 десятин земли, 55 коров, 15 лошадей. Работала школа грамоты. В 1921—1939 гг. в Трабской гмине Воложинского уезда Новогрудского воеводства Польши.
С 12.10.1940 г. деревня (44 двора, 270 жителей) в Трабском сельсовете Юратишковского района Молодечненской области. С 26.06.1941 г. до 07.07.1944 г. оккупирована немецко-фашистскими захватчиками.
В 1949 г. организован колхоз им. С. М. Буденного.
С 20.01.1960 в Ивьевском районе. Входила в состав совхоза «Чернели». С 03.05.1962 г. в Юратишковском поселковом Совете. В 1970 г. 159 жителей. До 1972 года работала начальная школа. Действовал клуб, магазин. В 1999 г. 32 двора, 51 житель.
В 2009 г. 25 жителей.

## Достопримечательности
- Геодезический пункт дуги Струве «Виднополь» в 1,6 км на северо-восток от деревни. Памятник истории, 1827 год. Имеет статус историко-культурной ценности с 2007 года, согласно постановлению Совета Министров Республики Беларусь от 14.05.2007 г. № 578. Шифр 410Д000001.